# توم ستافورد
توم ستافورد (بالإنجليزية: Tom Stafford)‏ هو عالم فلك أمريكي، ولد في القرن العشرين.